# Strilky (Sambir)
Strilky (ukrainisch Стрілки; russisch Стрелки Strelki, polnisch Strzyłki) ist ein Dorf im Rajon Sambir in der Oblast Lwiw im Westen der Ukraine. Der Ort liegt 11 Kilometer südlich der Rajonshauptstadt Staryj Sambir und 93 Kilometer südwestlich der Oblasthauptstadt Lwiw am Fluss Dnister.

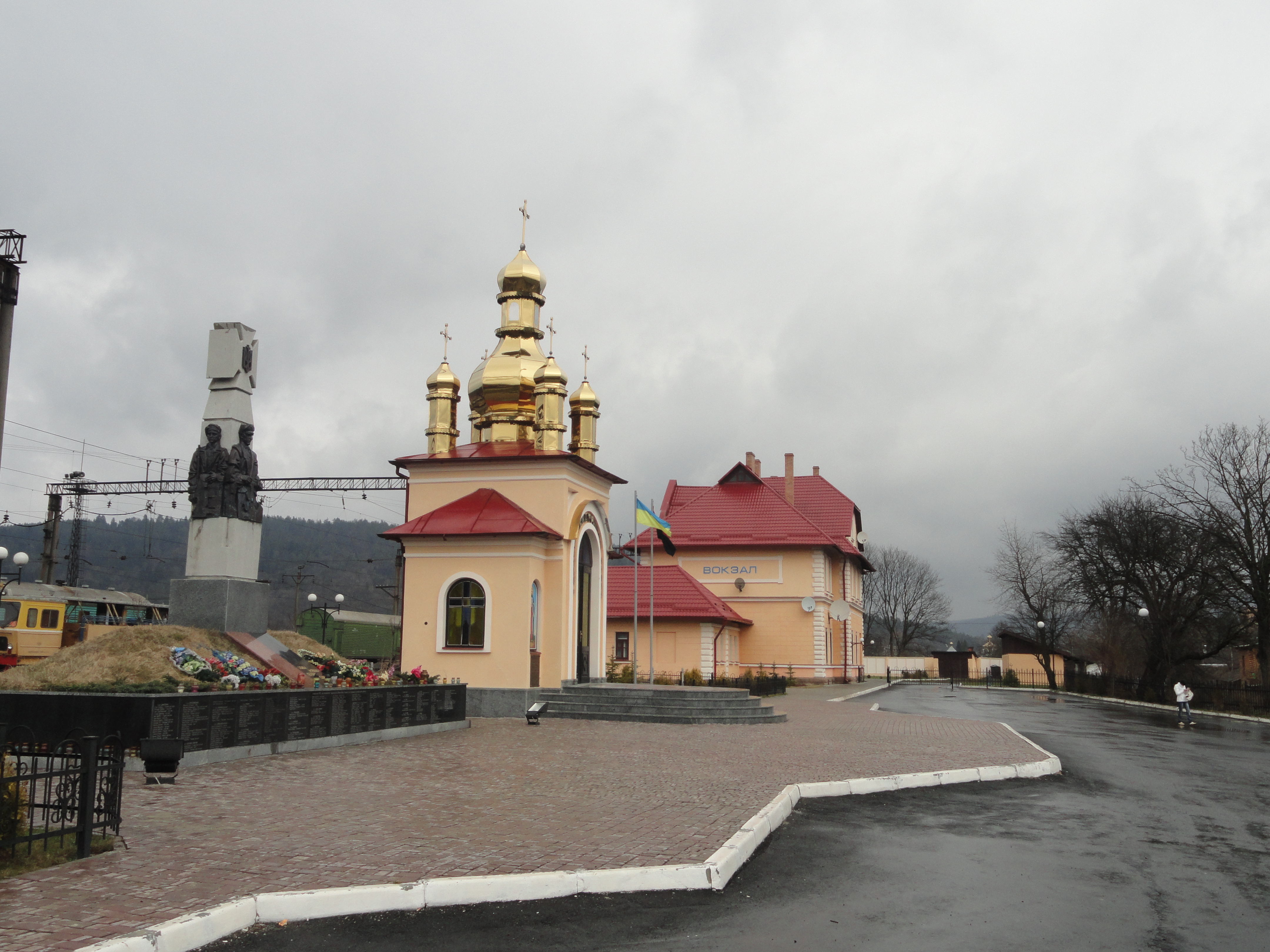
Bahnhof im Ort

Der Ort wurde 1437 zum ersten Mal schriftlich erwähnt und gehörte zunächst zur Woiwodschaft Ruthenien der Adelsrepublik Polen-Litauen, von 1772 bis 1918 zum österreichischen Galizien.
Nach dem Ende des Ersten Weltkrieges kam der Ort zu Polen und lag hier ab 1921 offiziell in der Woiwodschaft Stanislau, Powiat Turka, Gmina Strzyłki (ab 1931 dann zur Woiwodschaft Lwów). Im Zweiten Weltkrieg wurde Strilky von September 1939 bis Juni 1941 von der Sowjetunion in die Ukrainische SSR eingegliedert und dann bis 1944 von Deutschland (eingegliedert in den Distrikt Galizien) besetzt.
Während der sowjetischen Besetzung wurde der Ort ab Januar 1940 zum Rajonszentrum des gleichnamigen Rajons Strilky, dieses wurde 1959 aufgelöst und dem Rajon Staryj Sambir zugeschlagen, seit Sommer 2020 ist der Ort ein Teil des Rajons Sambir.
Nach dem Ende des Krieges wurde der Ort wieder der Ukrainischen SSR in der Sowjetunion zugeschlagen und ist seit 1991 Teil der unabhängigen Ukraine.
Am 19. November 1904 wurde im Ort ein Bahnhof an der heutigen Bahnstrecke Lwiw–Sambir–Tschop eröffnet, die Strecke führte ab 1905 nach Ungarn über Sianki weiter.
Am 12. Juni 2020 wurde das Dorf zum Zentrum der neu gegründeten Landgemeinde Strilky (Стрілківська сільська громада/Strilkiwska silska hromada). Zu dieser zählen auch noch die 20 in der untenstehenden Tabelle aufgelistetenen Dörfer. Bis dahin war sie zusammen mit Lopuschanka-Chomyna in der Landratsgemeinde Strilky (Стрілківська сільська рада/Strilkiwska silska rada) organisiert.
Folgende Orte sind neben dem Hauptort Strilky Teil der Gemeinde:
| Name                     | Name             | Name                                    | Name                  |
| ukrainisch transkribiert | ukrainisch       | russisch                                | polnisch              |
| ------------------------ | ---------------- | --------------------------------------- | --------------------- |
| Babyno                   | Бабино           | Бабино (Babino)                         | Babina                |
| Bussowysko               | Бусовисько       | Бусовиско (Bussowisko)                  | Busowisko             |
| Dnistryk                 | Дністрик         | Днестрик (Dnestrik)                     | Dniestrzyk Hołowiecki |
| Haliwka                  | Галівка          | Галовка (Galowka)                       | Gałówka               |
| Holowezko                | Головецько       | Головецко (Golowezko)                   | Hołowiecko            |
| Hrosjowo                 | Грозьово         | Грозево (Grosjewo)                      | Grąziowa              |
| Hwosdez                  | Гвоздець         | Гвоздец (Gwosdez)                       | Gwoździec             |
| Jassenyzja-Samkowa       | Ясениця-Замкова  | Ясеница-Замковая (Jasseniza-Samkowaja)  | Jasienica Zamkowa     |
| Lopuschanka-Chomyna      | Лопушанка-Хомина | Лопушанка-Хомина (Lopuschanka-Chomina)  | Łopuszanka Chomina    |
| Mschanez                 | Мшанець          | Мшанец                                  | Mszaniec              |
| Nedilna                  | Недільна         | Недельная (Nedelnaja)                   | Niedzielna            |
| Ploske                   | Плоске           | Плоское (Ploskoje)                      | Płoskie               |
| Ripjana                  | Ріп'яна          | Репяна (Repjana)                        | Rypiany               |
| Smeretschka              | Смеречка         | Смеречка (Smeretschka)                  | Smereczka             |
| Topilnyzja               | Топільниця       | Топольница (Topolniza)                  | Topolnica             |
| Turje                    | Тур'є            | Турье                                   | Turze                 |
| Tyssowyzja               | Тисовиця         | Тисовица (Tissowiza)                    | Tysowica              |
| Welyka Wolosjanka        | Велика Волосянка | Великая Волосянка (Welikaja Wolosjanka) | Wołosianka Wielka     |
| Werchnij Luschok         | Верхній Лужок    | Верхний Лужок (Werchni Luschok)         | Łużek Górny           |
| Wyziw                    | Виців            | Вицев (Wizew)                           | Wiciów                |